# Левантовка
Левантовка (укр. Левантівка) — село, относится к Окнянскому району Одесской области Украины.
Население по переписи 2001 года составляло 129 человек. Почтовый индекс — 67943. Телефонный код — 4861. Занимает площадь 0,41 км². Код КОАТУУ — 5123182503.

## Местный совет
67943, Одесская обл., Окнянский р-н, с. Маяки